# Leire Pajín Iraola
Leire Pajín Iraola (Sant Sebastià, 16 de setembre de 1976) és una sociòloga i política valenciana d'origen basc. Va ser ministra de Sanitat, Igualtat i Política Social al govern espanyol de José Luis Rodríguez Zapatero entre el 2010 i el 2011.

## Biografia
Tot i nàixer a Sant Sebastià (Guipúscoa, Euskadi), des de ben jove es trasllada amb la seua família a Benidorm (la Marina Baixa) on la seua mare Maite Iraola va ser regidora a l'ajuntament de la localitat i el seu pare José Maria Pajín assessor polític, ambdós pel Partit Socialista del País Valencià (PSPV-PSOE).
Leire Pajín inicia els seus estudis universitaris a la Universitat d'Alacant on es assoleix la llicenciatura en sociologia l'any 1998. Durant aquesta etapa es vincula amb el sindicat estudiantil Campus Jove, associat al PSPV, on esdevé presidenta (1995-1997) i representant al claustre i junta de la facultat d'economia.
Com a militant del PSPV, va ser membre del Comité Federal de les Joventuts Socialistes espanyoles. L'any 2000, amb 24 anys, fou elegida diputada al Congrés espanyol per la circumscripció d'Alacant, la diputada més jove en la història des d'aleshores. Va renovar l'acta el 2004, on va encapçalar les llistes socialistes per Alacant, però va renunciar a l'escó per tal de ser nomenada Secretària d'Estat de Cooperació Internacional en el primer govern de Zapatero.
A les eleccions generals de 2008 ocupa el segon lloc de la llista del PSOE per Alacant, per darrere del ministre Bernat Sòria. Torna a renunciar a l'escó per tal de seguir com a Secretària d'Estat de Cooperació, però poc després també deixa aquest càrrec i passa a ocupar càrrecs orgànics dins del PSOE.

### Secretària d'organització del PSOE
El juliol de 2008, en el marc del XXXVIIé Congrés Federal del PSOE, Leire Pajín és nomenada secretària d'organització del partit en l'executiva encapçalada pel també president del govern José Luis Rodríguez Zapatero. Pajín substitueix a José Blanco, que passa a ser Vice-secretari general. Durant el seu mandat, el setembre de 2009, es veié obligada a donar de baixa del PSOE a la seva pròpia mare arran d'un cas de transfuguisme a l'ajuntament de Benidorm.
L'any 2009, quan estava a l'executiva del PSOE, va ser triada senadora al Senat espanyol, per designació territorial de les Corts Valencianes. Aquest fet va generar controvèrsia donat que el Partit Popular (PP), amb majoria parlamentària a les Corts, va bloquejar la votació del seu nomenament pel que van transcórrer sis mesos entre els quals el PSOE va perdre una votació al Senat donat que l'escó que devia ocupar va romandre buit.
El 20 d'octubre de 2010 Zapatero anuncià el seu nomenament com a ministra de Sanitat i Assumptes Socials reemplaçant-hi Trinidad Jiménez. Leire Pajín abandonà el càrrec de secretària d'organització del PSOE, lloc que va ocupar Marcelino Iglesias.

### Ministra de Sanitat, Igualtat i Polítiques Socials
Amb l'esclat de la crisi econòmica a Espanya, el president Zapatero confia a Pajín el ministeri de Sanitat, Igualtat i Polítiques Socials l'octubre de 2010. Un moment de baixa popularitat del govern i que amb aquest nomenament es pretén reconnectar amb la joventut espanyola.
A les eleccions generals de 2011, avançades pels efectes de la crisi econòmica, suposaren la pèrdua del govern per al PSOE. Leire Pajín, triada diputada al Congrés per Alacant, abandona l'escó i la política activa un any després i s'incorpora a l'ONG Organització Panamericana de Salut.

### Vicesecretària del PSPV
En el XIIè Congrés del PSPV celebrat el 2012 en què Ximo Puig guanya al l'anterior lider Jorge Alarte i accedeix a la Secretaria General del partit. El suport del sector que ella liderava li va valdre per tal de ser nomenada Vice-secretària general. Aquest sector, l'anomenat pajinisme, concentrava la seua influència en la demarcació d'Alacant amb personalitats com Antonio Amorós (portaveu socialista a la Diputació d'Alacant), Ana Barceló (alcaldessa de Saix i secretària general a l'executiva provincial) o Elena Martín (secretària d'organització a l'executiva nacional d'Alarte).
Leire Pajín es manté en l'executiva de Puig fins al següent congrés nacional de 2017. Abandona de nou l'activitat política i passa a dirigir la Red Española para el Desarrollo Sostenible, una associació que aglutina universitats, administracions i empreses privades per a l'impuls de l'Agenda 2030 de les Nacions Unides.

### Eurodiputada
L'any 2024 torna a la política de partit com a candidata en el huitè lloc de les llistes socialistes a les eleccions al Parlament Europeu. Pajín aconsegueix l'escó d'europarlamentària i s'integra en la Comissió de Desenvolupament i forma part de diverses delegacions com la de Relacions amb els Països de la Comunitat Andina.